# Bugatti Type 59
Pour les articles homonymes, voir Bugatti (homonymie) et 59.
La Bugatti Type 59 est une voiture de sport prototype de Grand Prix automobile du constructeur automobile Bugatti, conçue par Ettore Bugatti et Jean Bugatti (père & fils) à 8+2 exemplaires entre 1933 et 1936, variante des Bugatti Type 50, 51, 53, et 54.

## Historique
Cette voiture de Grand Prix automobile (catégorie 2,8 à 4,7 litres de cylindrée) succède aux Bugatti Type 51 (catégorie 1,5 à 2,3 litres de cylindrée) de 1931 et Bugatti Type 54 (de 5 L) de 1932, dont elle reprend les châssis-moteurs de 8 cylindres en ligne DACT 16 soupapes, suralimenté à compresseur Roots et double carburateur Zénith,,,,.

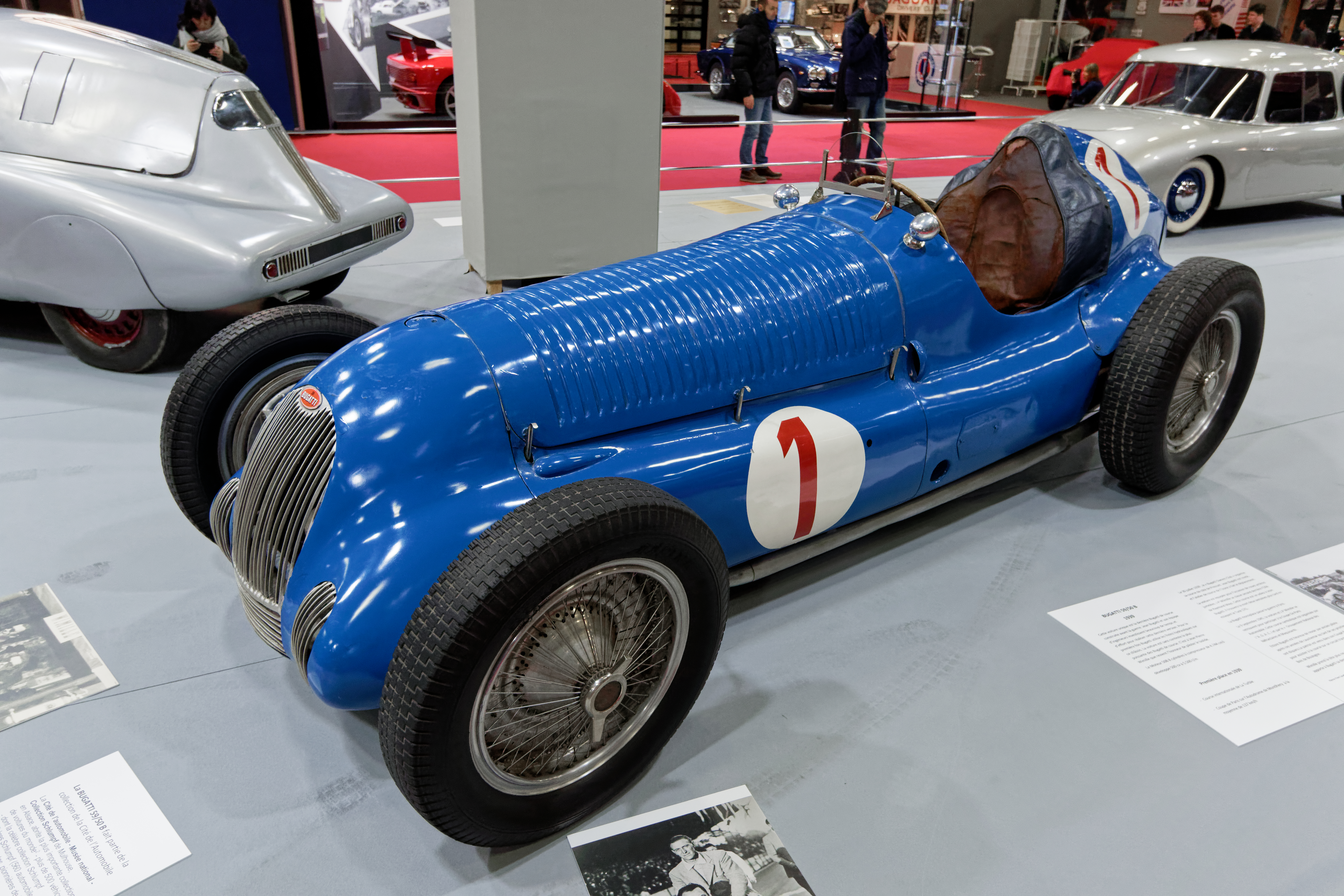
Type 59/50B (1938)
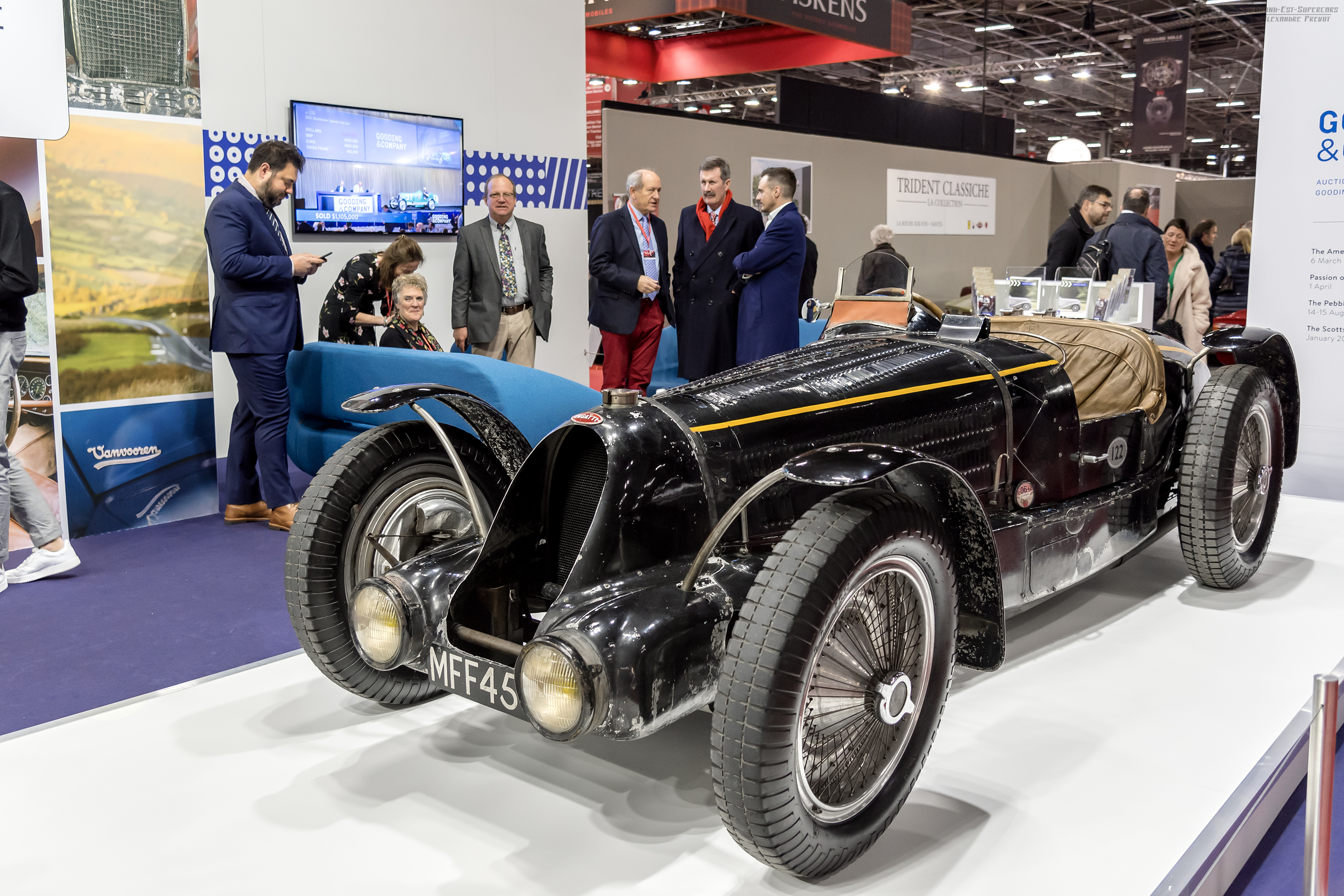
Type 59 GP (1934) du roi Léopold III de Belgique[7].
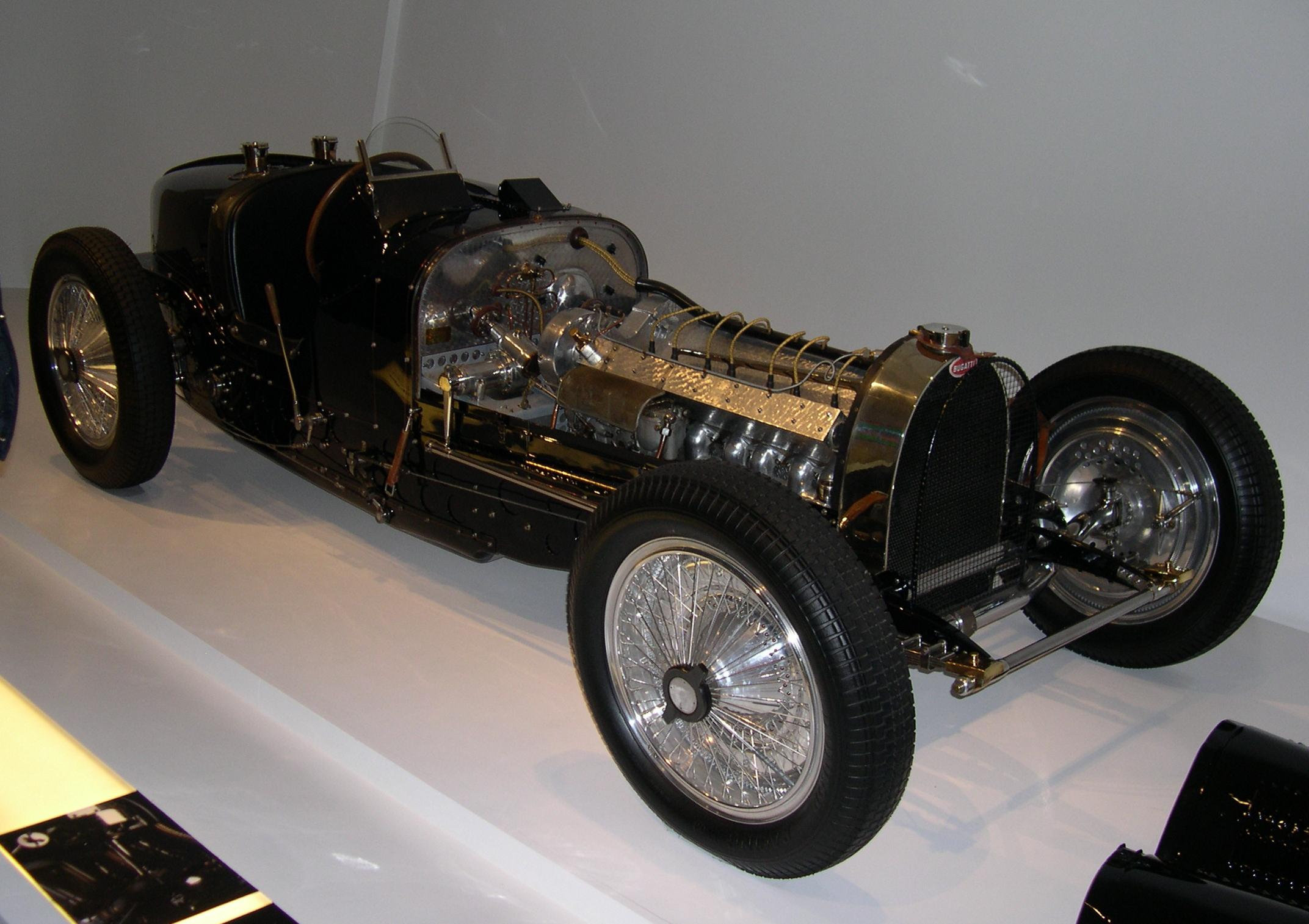
Type 59 de la collection automobile de Ralph Lauren aux États-Unis

8 voitures sont fabriquées avec divers cylindrées et caractéristiques de moteurs selon les catégories et réglementations de courses de l'époque :  
- 1933 à 1936 : 2866 cm³
- 1933 à 1936 : 3257 cm³ de 250 ch pour 250 km/h
- 1935 à 1937 : 4741 cm³ de Bugatti Type 50B de 380 à 400 ch pour 280 km/h
- 1937 : 4433 cm³ de Bugatti Type 50B II.
- 1938 : 2982 cm³ de Bugatti Type 50B III

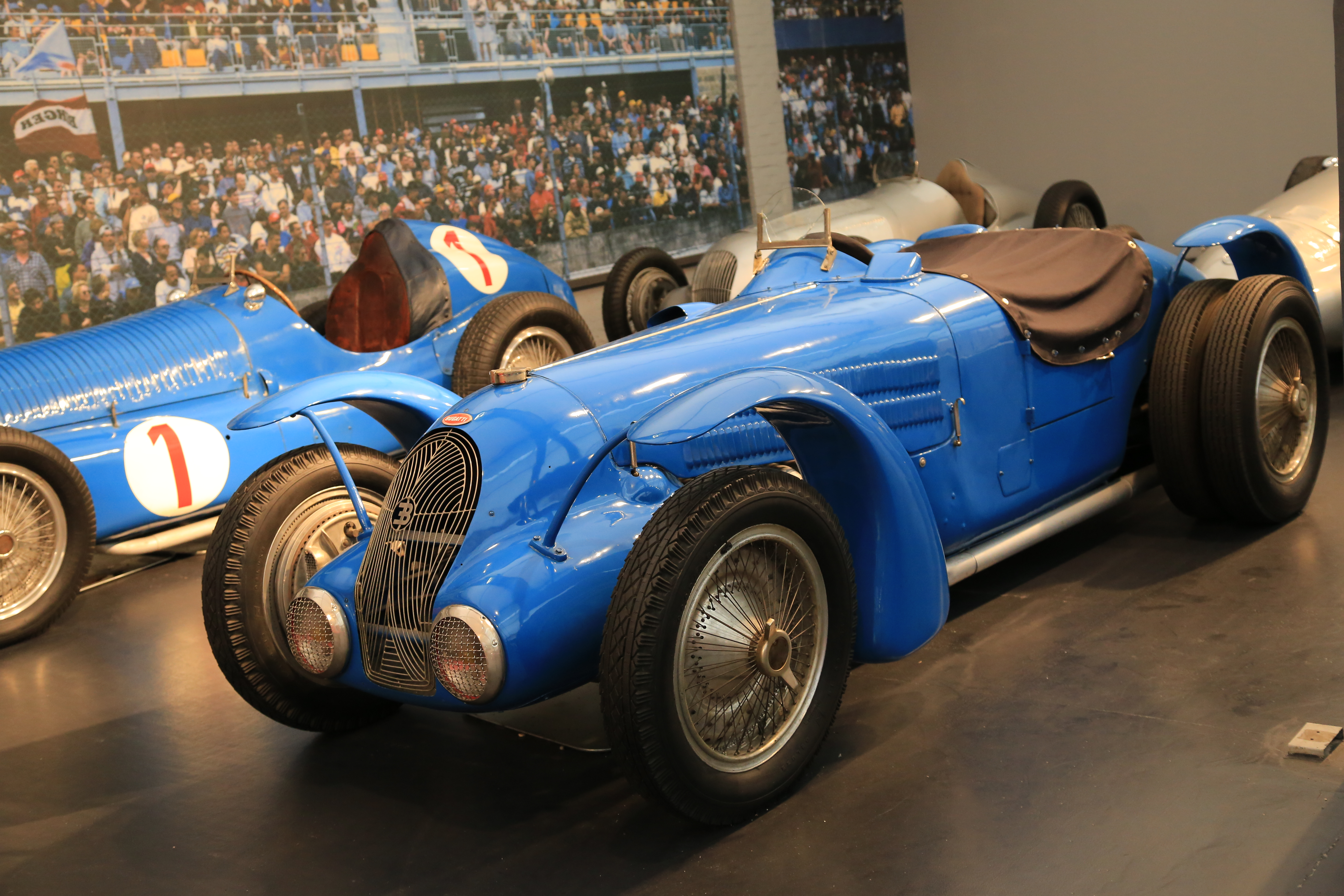
Type 59/50B (1938)
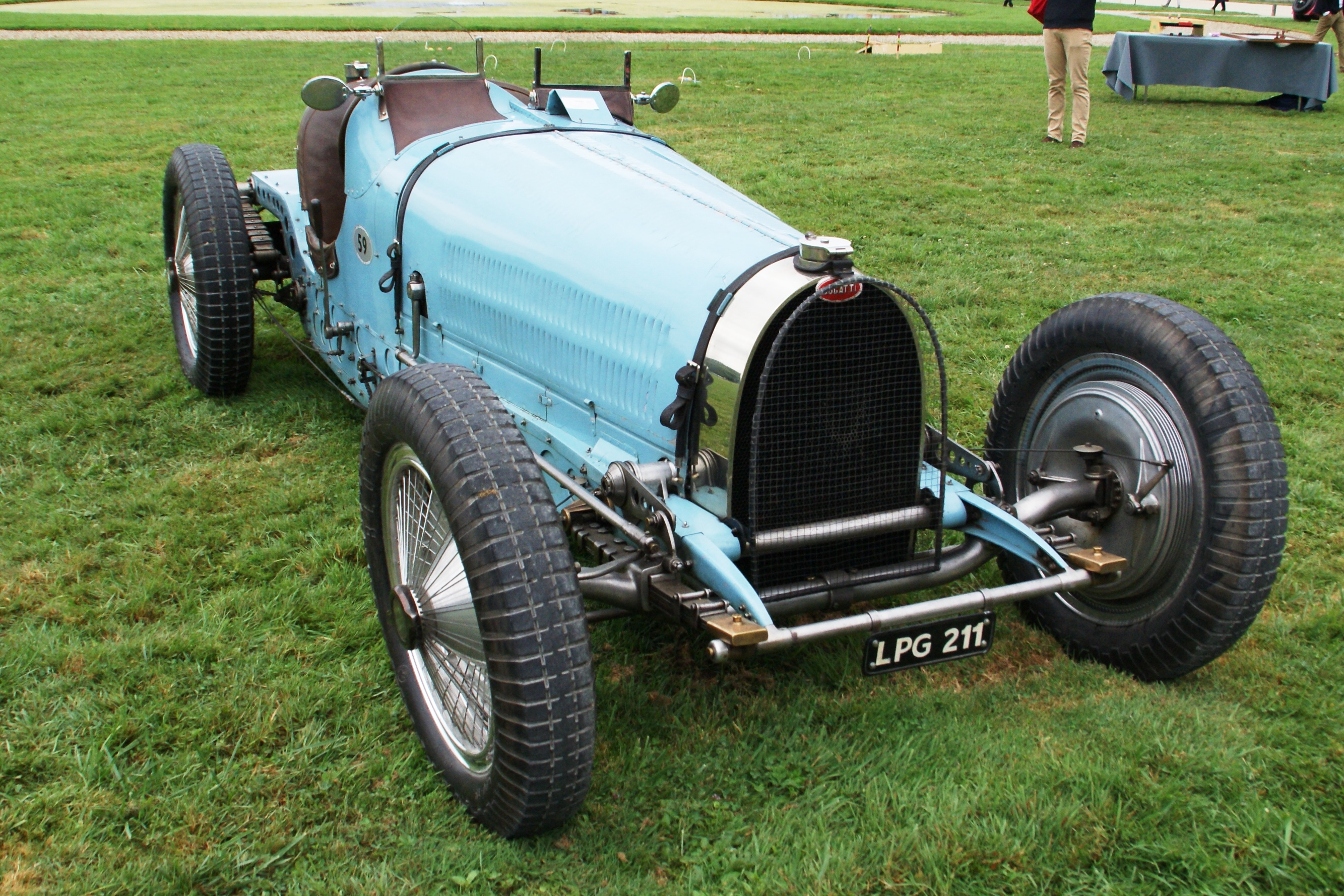
Type 59 (1934)
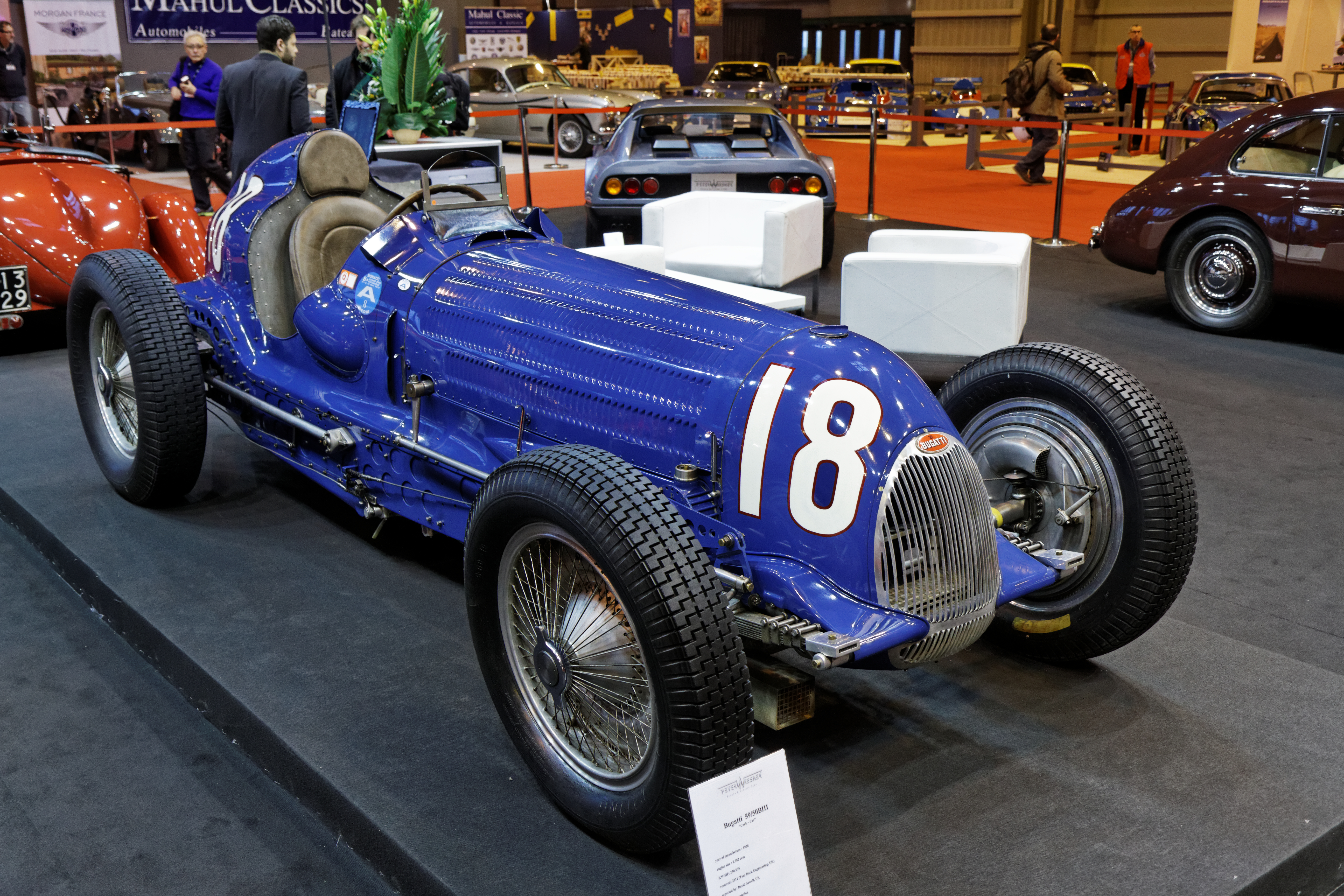
Type 59/50B III (1938)

La version 3,2 litres de ce moteur Bugatti de Grand Prix automobile motorise les Bugatti Type 57 (1934-1940) considérées comme les voitures de sport routières parmi les plus prestigieuses et emblématiques de la marque.    
La Bugatti Type 57G Tank lui succède en 1936. 

## Anecdotes
- 2 modèles supplémentaires ont été fabriqués ultérieurement avec des pièces détachées d'origines.
- Considérée par les collectionneurs amateurs comme un summum d'élite des Bugatti de Grand Prix[9], une Bugatti Type 59 noire à bande jaune de 1934 (ayant appartenu un temps au roi Léopold III de Belgique) a été adjugée aux enchères par Gooding & Company (en) de Londres au prix record de près de 10 millions € le 5 septembre 2020[10],[11].

## Palmarès partiel
La Type 59 commence sa carrière au Grand Prix automobile d'Espagne 1933 (4 et 6e places avec Achille Varzi et René Dreyfus). Bien que reconnue comme un summum de puissance historique des Bugatti de Grand Prix, elle subit une sévère rivalité des Flèches d'Argent, Maserati 8CM, et Alfa Romeo P3 de l'époque :
- 1933 : 4 et 6e du Grand Prix automobile d'Espagne 1933, avec Achille Varzi et René Dreyfus
- 1934 : victoire, 2 et 4e du Grand Prix automobile de Belgique 1934, avec René Dreyfus, Antonio Brivio, et Robert Benoist
- 1934 : 3e du Grand Prix automobile de Suisse 1934, avec René Dreyfus
- 1934 : 3, 6, 7 et 11e du Grand Prix automobile d'Espagne 1934, avec Nuvolari, Wimille, Dreyfus, et Brivio
- 1934 : 3 et 5e du Grand Prix automobile de Monaco 1934, avec René Dreyfus et Tazio Nuvolari
- 1934 : 3e du Grand Prix automobile de Pescara 1934, avec Antonio Brivio
- 1934 : victoire du Grand Prix automobile de l'Algérie, avec Jean-Pierre Wimille
- 1935 : 5 et 6e du Grand Prix automobile de Belgique 1935, avec Benoist et Taruffi
- 1935 : 2e du Grand Prix automobile de Tunisie 1935, et 4e du Grand Prix automobile d'Espagne 1935, avec Jean-Pierre Wimille
- 1935 : victoire du Grand Prix automobile de Dieppe 1935, avec Benoist, et 3e du Grand Prix automobile de Picardie, avec Wimille
- 1936 : victoire du Grand Prix de Deauville, et 2e de la coupe Vanderbilt 1936 aux États-Unis, avec Jean-Pierre Wimille
- 1937 : victoire des Grand Prix automobile de la Marne et Grand Prix de Pau, par Wimille
- 1939 : victoire du Grand Prix automobile de l'Algérie, avec Jean-Pierre Wimille
- 1939 : victoire du Grand Prix automobile de Paris de l'autodrome de Linas-Montlhéry, avec Jean-Pierre Wimille[13]
- 1945 : victoire du Grand Prix automobile de Paris du bois de Boulogne, avec Jean-Pierre Wimille[14]